# Die Stunde der Komödianten (Roman)
Die Stunde der Komödianten (Originaltitel The Comedians) ist ein Roman von Graham Greene, der in Haiti spielt und 1966 vom Verlag The Bodley Head veröffentlicht wurde. Eine deutsche Übersetzung von Hilde Spiel erschien noch im selben Jahr im Paul Zsolnay Verlag.

## Inhalt

### Erster Teil
Etwa 1963, einige Jahre nach der Machtergreifung des Diktators François Duvalier, genannt „Papa Doc“, ist das holländische Schiff „Medea“ nach Haiti unterwegs.
An Bord befinden sich nur wenige Reisende, darunter der Ich-Erzähler Mr. Brown. Er wurde 1906 in Monte-Carlo als Kind britischer Eltern geboren und hatte im Sommer 1957 von seiner Mutter das Hotel „Trianon“ am Rande der Hauptstadt Port-au-Prince geerbt, mit Blick auf die idyllisch in den Bergen gelegene Kleinstadt Kenscoff. Er kommt gerade aus New York, wo er sich drei Monate aufhielt und vergeblich versuchte, sein Hotel zu verkaufen, da seit Beginn der Diktatur kaum noch Touristen nach Haiti kommen.
Auf dem Schiff macht er die Bekanntschaft mit „Major“ H. O. Jones, einem Briten, der von seinen angeblichen Kriegsabenteuern erzählt, außerdem mit dem aus den USA kommenden Ehepaar Smith. Mr. Smith war Präsidentschaftskandidat bei den US-Wahlen 1948, allerdings für eine kleine, weitgehend unbekannte „Vegetarier-Partei“. Beide wollen in Port-au-Prince „ein Zentrum vegetarischer Küche“ errichten.
Nach der Ankunft in Port-au-Prince trifft Brown seine Geliebte Martha Pineda wieder, eine junge Deutsche, die mit Luis Pineda verheiratet ist, dem Botschafter eines kleinen südamerikanischen Staates. Als er in seinem leeren Hotel eintrifft, nimmt sich dort im Swimming Pool der Wohlfahrtsminister Philipot das Leben, nachdem er mit dem Regime in Konflikt geriet. Zusammen mit dem Arzt Dr. Magiot versteckt Brown dessen Leiche in einem leerstehenden Haus. Das Ehepaar Smith, das nunmehr in die einst sehr vornehme John-Barrymore-Suite des Hotels zieht, bekommt davon nichts mit.
An anderen Morgen stellt sich heraus, dass „Major“ Jones verhaftet wurde. Um Näheres in Erfahrung zu bringen, gehen Brown und Smith zum Außenminister. Mit Hilfe des Innenministers und gefälschten Empfehlungsschreiben kommt Jones wieder frei. Was ihm vorgeworfen wurde, bleibt unklar. Durch einen Zufall wird die Leiche des Wohlfahrtministers bald gefunden, kann aber nicht bestattet werden, da sie von Angehörigen der Tonton Macoute unter Androhung von Gewalt gestohlen wird.
Der Neffe des toten Ministers, Henri Philipot, vertraut Brown seine Verbindung mit einer Gruppe von Rebellen an, die in den Bergen und in der benachbarten  Dominikanischen Republik eine militärische Aktion zum Sturz des Diktators planen.

### Zweiter Teil
Das Ehepaar Smith hat ein ernüchterndes Gespräch mit dem neuen Wohlfahrtsminister, das ihnen vor Augen führt, wie verrottet und korrupt die Regierung ist. Desillusioniert verlassen beide noch am selben Tag das Land mit dem Flugzeug.

### Dritter Teil
In der folgenden Nacht kommt Jones aufgeregt in Browns Hotel und erzählt diesem, er müsse fliehen, da die Regierung Nachforschungen über ihn anstellte und herausfand, dass er im Zusammenhang mit Waffenlieferungen Betrügereien zum Nachteil des Diktators plane. Jones erhält schließlich Asyl in der Botschaft von Luis Pineda und beschließt, sich den Rebellen anzuschließen und sie mit seinen militärischen Erfahrungen zu unterstützen. Um ihn heimlich dorthin zu bringen, beantragt Brown ein Visum für die Hafenstadt Les Cayes, das er auch erhält, aber nur für einen Tag. Am fraglichen Tag regnet es, so dass sie die zahlreichen Straßensperren auf der Strecke ungehindert passieren können, da die Wachtposten ihre Unterkünfte nicht verlassen. So kommen sie problemlos bis Petit-Goâve und fahren dann weiter in die Berge, kommen aber aufgrund der schlechten Straßen nur sehr langsam voran. Unterwegs stellt Brown zahlreiche Fragen zu Martha, da er eifersüchtig auf Jones ist, der die letzte Zeit täglich mit ihr verbringen konnte. Jones behauptet, dass er mehrfach mit ihr schlief, was er später widerruft. 
Gegen ein Uhr früh, etwa drei Kilometer vor dem Ziel, einem verlassenen Haus bei einem Friedhof in der Stadt Aquin, bricht die Vorderachse des Autos. Beide gehen nun zu Fuß weiter. Da sie das bewusste Haus nicht finden, verstecken sie sich auf dem Friedhof. Jones gesteht, dass er in Wahrheit nie in der Armee diente, sondern nur für die Freizeitgestaltung der Truppe zuständig war.
Am anderen Morgen werden sie von zwei Angehörigen der Tonton Macoute entdeckt, die aber von den Rebellen erschossen werden. Jones schließt sich ihnen nun an, während es Brown gelingt, über die Grenze nach Santo Domingo zu fliehen, wo er das Ehepaar Smith wiedertrifft. Er erfährt dort nach einigen Tagen, dass nicht nur Jones, sondern auch andere seiner ehemaligen Freunde, die sich den Rebellen angeschlossen hatten, getötet wurden. Dagegen ist Henri Philipot, der Neffe des ehemaligen Wohlfahrtministers, noch am Leben und will weiterhin für die Befreiung seiner Heimat kämpfen. Brown erhält durch Smith eine lukrative Tätigkeit als Junior-Partner des Bestattungsunternehmers Mr. Fernandez, den er auf dem Schiff kennengelernt hatte.
Bei einer kleinen kirchlichen Trauerfeier für die Verstorbenen trifft Brown noch einmal seine einstige Geliebte Martha, die mit ihrem Mann nach Lima versetzt wurde.  Der Pfarrer ergreift Partei für die Revolutionäre und sagt mit Bezug auf den Apostel Thomas: „Die Kirche lehnt die Gewalt ab, aber noch schärfer verwirft sie die Gleichgültigkeit. Gewalt kann der Ausdruck von Liebe sein, Gleichgültigkeit niemals.“

## Hintergrund
Graham Greene war als Tourist selbst mehrfach in Haiti und logierte dort in der Regel im traditionsreichen Hotel Oloffson in Port-au-Prince. Wie er selbst erklärte, war es das Vorbild für das fiktive Hotel „Trianon“ seines Romans.

## Verfilmung
Der Roman wurde 1967 zur Grundlage eines gleichnamigen Films mit Richard Burton und Elizabeth Taylor in den Hauptrollen. Das Drehbuch schrieb Graham Greene selbst, Regie führte Peter Glenville.